# L'amore fa volare
L'amore fa volare est un single du chanteur et parolier français d'origine italienne Alex Rossi, publié par la maison de disques Kwaidan Records le 16 mai 2025 en tant que premier single du son deuxième album studio,,,.

## Liste des titres
| 1. | L'amore fa volare (Album Version)    | 3:03 |
| 2. | L'amore fa volare (Extended Version) | 5:45 |

## Clip vidéo
Le clip vidéo, réalisé par le photographe et réalisateur Marco Dos Santos (qui a également travaillé sur le clip vidéo de Tutto va bene quando facciamo l'amore) et tourné à Paris, est sorti sur la chaîne YouTube de la la maison de disques Kwaidan Records le 9 juillet 2025.
- 2025 - Alex Rossi - L'amore fa volare (réalisé par Marco Dos Santos)[6]

## Crédits
- Paroles : Alex Rossi
- Musique, arrangements, production : Paul de Homem-Christo
- Mixage : Paul de Homem-Christo et Oliver Daxman
- Mastering : Benjamin Joubert au Biduloscope (Paris, France)
- Pochette : David Normant (MTPC)
- Photographies promotionnelles : Danilo Samà
- Bureau de presse : Hugo Buy (France) et CortoCorto (Italie)
- Éditions musicales : Kwaidan Records
- Distributeur numérique : IDOL
- Société de droits d'auteur : SACEM
- Numéro de catalogue : KW220
- EAN : 3663729376787
- ISRC : FR13Z2500035/36
- ISWC : T-332.306.758-5

## Musiciens
- Alex Rossi : voix
- Paul de Homem-Christo : guitare, basse, programmation, chœurs